# Александр Гордон, мастер Сазерленд
Александр Гордон, мастер Сазерленд (англ. Alexander Gordon, Master of Sutherland; ок. 1505—1530) — шотландский магнат, ставший графом Сазерлендом в 1527 году.

## Ранняя жизнь
Александр Гордон был сыном Адама Гордона из Абойна (ум. 1537/1538) и Элизабет Сазерленд, 10-й графини Сазерленд (ум. 1535), дочери Джона Сазерленда, 8-го графа Сазерленда.

## Поместье Сазерленд
Историк XIX- XX веков Ангус Маккей отвергает историю, написанную историком XVII века сэром Робертом Гордоном, 1-м баронетом, который сам был сыном Александра Гордона, 12-го, графа Сазерленда. Сэр Роберт Гордон заявил, что между 1517 и 1522 годами Джон Маккей, 11-й вождь из Стратнавера, возглавил шесть воинственных экспедиций членов своего клана в Сазерленд, в каждом из которых Маккей потерпел поражение . По словам сэра Роберта Гордона, одной из таких битв была битва при Торран-Дабх, в которой Элизабет, графиня Сазерленд, убедила своего сводного брата Александра Сазерленда оказать сопротивление Джону Маккею, сестра которого позднее вышла замуж за Александра Сазерленда. Однако историки Ангус Маккей и сэр Уильям Фрейзер показывают, что можно доказать, что Александр Сазерленд находился в тюрьме в 1517 году, когда якобы произошла битва при Торран-Дабх . Ангус Маккей говорит, что битва при Торран-Дабх на самом деле велась кланом Маккей против Мюрреев, клана Росс и клана Ганн, а не против семьи Сазерлендов. Согласно историку Ангусу Маккею, через несколько месяцев после битвы на границе Росса в округе Рогарт произошла ещё одна стычка, в которой с одной стороны был убит Уильям Маккей, вождь ветви клана Маккей из Абераха, а также его брат Дональд, а с другой стороны был убит Джон Мюррей из Аберскросса. Вскоре после этого Маккеи сожгли город Питфур в Стратфлите, Рогарт. Однако за этим сразу же последовали узы дружбы между Макей и Адамом Гордоном, графом Сазерленда, датированные 16 августа 1518 года, в которых Маккей возобновил узы, которые его отец заключил с графом Сазерлендом до него. Ангус Маккей заявляет, что историк сэр Роберт Гордон неправильно называет эти стычки «поражением» Маккеев, и что Гордон также не упоминает, что Маккеи завершили год, закрепив за собой право собственности на земли в указанном приходе Рогарта, как это подтверждено в Reay Papers. Ангус Маккей также оспаривает версию сэра Роберта Гордона о том, что в 1522 году сэр Александр Гордон, магистр Сазерленда, сверг Джона Маккея из Стратнавера в Лэрге, и что Маккей затем подчинился Гордону, графу Сазерленду. Ангус Маккей объясняет, что граф Адам, передав графство в руки своего сына Александра, просто возобновил узы дружбы, которые он установил с Маккеем в 1518 году, на этот раз со своим сыном Александром.
Возможно, в связи с женитьбой Александра на Джанет Стюарт, дочери Джона Стюарта, 2-го графа Атолла, его родители передали графство Сазерленд Александру в ноябре 1527 года, и в декабре была издана королевская хартия на этот счет. Александр, ныне граф Сазерленд, жил в замке Данробин и умер там 13 января 1530 года.

## Королевская хартия
Королевская хартия графства Александра от 1 декабря 1527 года описывает его родителей как графа и графиню Сазерленд. Они передали ему графство Сазерленд и его земли, Данробин со всеми его арендаторами и исключениями, мельницами, морской и пресноводной рыбалкой, покровительством церкви и часовни там, с некоторыми оговорками к Адаму и Елизавете при их жизни. Поскольку Александр умер до смерти своих родителей, он не получил полной выгоды от графства.

## Семья
С Джанет Стюарт у Александра Гордона были следующие дети:
- Джон Гордон, 11-й граф Сазерленд (1525—1567)
- Александр Гордон (из Кинтессока) (ум. 1552)
- Уильям Гордон
- Джанет Гордон, замужем за Патриком Данбаром из Уэстфилда и Камнока
- Беатрис Гордон, замужем за Уильямом Синклером из Данбита.